# LEVEL UP PROJECT! S2
《LEVEL UP PROJECT! S2》（韓語：레벨 업 프로젝트! 시즌 2）是韓國Oksusu的真人實境秀，由SM娛樂的旗下五人女子音樂組合Red Velvet爲主進行拍攝。
2018年1月8日起逢星期一至六于上午10時在韓國的「Oksusu」及泰國的「TrueID」同步播出。

## 節目介紹
在上一季的最後一集，Irene在『Level Up 接字遊戲』擊敗「拉麵PD」，所以贏得續集機會，也再次以旅遊節目形式播放。
《LEVEL UP PROJECT S2》記錄了Red Velvet于2017年10月繼泰國之旅后全員在韓國國内的旅遊勝地展開全新的故事，再以全新的升級内容給觀衆展示Red Velvet的新魅力。這次依然有三種主題的旅行，但形式是由制作組安排的半自由旅行，因為這是第一季最受歡迎的旅游方式。
因電視劇拍攝而缺席上季的成員Joy也在該季加入，因此此節目為全體演出。
與上季不同，Red Velvet 全員會一邊看錄播，一邊做幕後評論。
2018年1月5日，公開預告影片。

## 演出成員
- Irene （第32－52集因為飽滯而肚子疼，回到陸地酒店休息，而缺席第二天午餐後和第三天行程，也沒有為第二、三天行程評分，只在講評時出現。）
- Seulgi
- Wendy
- Joy
- Yeri （第15－24集因為飽滯而肚子疼，回到黃土宿舍休息，而缺席第一天午餐後行程，也沒有為第一天行程評分，只在講評時出現。）

## 每集列表
| 集數 #        | 播放日期      | 節目標題                                                         | 節目內容 |
| 1             | 2018年1月8日  | Season 2 初見面 目的地提示                                       | 回顧第一季最後一集和隱藏版2會議，Joy回歸 旅行前5天，陸續發放目的地提示，回宿舍整理行李 |
| 2             | 2018年1月9日  | 收拾旅行行李                                                     | 旅行前1天，Irene和瑟琪跟第一季一樣：在宿舍弄韓食午餐。 室友Yeri和Joy透露旅行前2天在洛杉磯拍攝MV，透露裝服。 Wendy透露行李 瑟琪感言 Irene透露按摩棒、眼鏡和感言 |
| 3             | 2018年1月10日 | 出發日 仁川／金溥                                                | 2017年10月15日下午，出發 服裝分享，Irene的天空感性談，DJ Yeri實況BGM播放。 到金溥機場，所以一如Wendy和瑟琪預料，在國內旅行，除了因為Irene發現車上導航目的地，瑟琪發現工作人員沒有帶護照，Wendy也發現韓國境內有多個以「歐洲」為題的旅遊地點 （南海、全羅南道麗水、慶尚南道統營）。 |
| 4             | 2018年1月11日 | 到達南海 宿舍揭曉 (上)                                           | 一小時飛機抵達「小德國」南海，翌日起行。 第一主題揭曉和預告：自然之旅。 |
| 5             | 2018年1月12日 | 宿舍揭曉 （下）                                                  | 到達韓式農村宿舍「黃土屋」 迎客晚餐：韓式家常飯 Joy失蹤，尋找狗隻 |
| 6             | 2018年1月13日 | 宿舍揭曉 （下） Joy：可以與動物說話的人?                         | Joy尋找狗隻失敗，回宿舍吃晚餐，Red Velvet「吃放界新興強者」終於登場（「吃放專家」被瑟琪在第一季奪去），透露Wendy和瑟琪是室友。 Joy負責清理碗碟，瑟琪找到小松（母）小昌（公）, 瑟琪、Joy 成為狗隻飼養員（1） |
| 7             | 2018年1月15日 | 第一週回顧 晚上自由時間                                          | 第一週回顧 Joy 和瑟琪服裝預告 Yeri透露上集精神不濟的原因：從洛杉磯拍攝MV後，時差問題未能解決。 Irene和Wendy繼續「遊戲王鍛鍊」：機械扳手腕（Wendy對Irene 4連敗、Joy對其他團員 4連敗）、 鬥犬福不福（與第一季的鱷魚遊戲一樣，把牙齒按下，被咬即敗，但情況被逆轉，Irene四連敗，合謀讓瑟琪、Joy敗陣時，瑟琪三連敗，Wendy及後再次三連敗。） |
| 8             | 2018年1月16日 | Wendy的夜深散步 清早Photo Time                                   | Wendy 與體力最差的攝影師的夜深散步。 清晨，瑟琪、Yeri在外邊拍攝《哭聲》和人類柿子相集。 |
| 9             | 2018年1月17日 | 歐陸式？南海啊！ 第一站揭曉                                      | 早上的歐式早餐 南海宣傳片（模特兒：瑟琪，聲演：Yeri） |
| 10            | 2018年1月18日 | 第一站揭曉 狗隻散步時間 移動至羊牧場 羊牧場 餵羊                 | 第一站揭曉：一如瑟琪、Joy、Wendy預想：牧羊農場。 瑟琪、Joy 成為狗隻飼養員（2） 預告：阿爾卑斯少女：九海蒂（Joy）登場 移動至「小紐西蘭」羊牧場，瑟琪、Joy 午睡時間 到達羊牧場，又稱「愛好動物者的天國」，Joy發動Dr. Dolittle 模式，Wendy發動動物聲帶模仿模式，但Irene和Yeri因為無法克服動物恐懼而止步。 Wendy英語教室：長短音Sheep（羊）/Ship（船） 餵飼山羊 |
| 11            | 2018年1月19日 | 餵羊                                                             | 餵飼綿羊，Joy 成為馴羊員，Wendy反而被羊隻排斥，在第一季能夠餵飼更可怕的鱷魚、長頸鹿。 瑟琪被一頭禿頭羊攻擊，牧場管理人李宰勛教授正式馴羊方法。 英國牧羊犬維奇牧羊示範，Wendy以壓下音調的英國腔英文成為新狗主，但羊隻在維奇適應Wendy的語調時成功逃跑，但立刻被李宰勛訓止。 |
| 12            | 2018年1月20日 | 邊牧體驗 擲圓盤挑戰 羊群牧場體驗結束                             | Joy在南海完成蒙古牧羊夢，成為狗隻飼養員（3），原本因為語氣和聲調問題嚴重碰壁，但調整以後成功，甚至依附在她的身旁。 瑟琪稱讚維奇時不知道牠是母犬。 與Sparky擲圓盤 ,Joy因為擲圓盤方式有誤而失敗，Wendy雖然拋出弧度正確，但Sparky未能接下，瑟琪拋出速度較快，弧度較低，Sparky成功接下兩次，但稱讚牠時才發現牠是公犬。 Wendy即棄性相機Debut |
| 13            | 2018年1月22日 | 第二週回顧 製造午餐 紫菜包飯                                     | 第二週回顧 回想到早餐後，每人製造紫菜包飯。Yeri因為放太多飯在紫菜上，外加金槍魚飯糰（成功）和金槍魚紫菜包飯（失敗）。 因為製作紫菜包飯無需用火，Wendy本來以為可以挽回料理製作的信心，但她決定仿照瑟琪的特大號紫菜包飯 Joy把她的變成炸彈狀紫菜包飯 裴長今造成「全家福混搭紫菜包飯」 康藝術家新作：以蘋果雕刻出Joy的臉蛋。 |
| 14            | 2018年1月23日 | 出發至第二站 南海德國村，香腸體驗館 德國啤酒的溫度對嗎？         | Yeri沒有隨隊去德國村。Reaction：因為飽滯而肚子疼，回到宿舍休息。 德韓博物館關閉，而未能參觀德國採礦工人、護士們在韓國的歷史。 Joy 化身記者+品啤酒師，嘗試麥酒和手工啤酒（黑啤酒售罄） |
| 15            | 2018年1月24日 | 德式午餐                                                         | 成年組的午餐, Irene 最後沒有喝 試吃Yeri弄好的金槍魚飯糰，雖然其貌不揚，但味道比較清淡 Wendy的特大號紫菜包飯破裂 |
| 16            | 2018年1月25日 | 羊牧場花絮 德國村照相時間 德國村散步                             | 因為怕動物的Irene沒有完成牧場體驗，所以在聽故事。 在人版照相 |
| 17            | 2018年1月26日 | 德國村散步 德國村小吃時間 又一個正餐吃放？                       | 下山進入德國村 進入德國古玩和冰淇淋店，嘗試麵條冰淇淋和拐杖狀冰淇淋。 在柏林城公寓吃貴族下午茶。 |
| 18            | 2018年1月27日 | 德國的小孩？ 德國村                                              | 打扮成德國貴族老夫婦出現，他們其實是在德國生活20年的老夫婦（鄭東陽博士、李正熙護士），也是整村的創造人和「村長夫婦」，其他房子都是其他回鄉礦工們建造的私人房屋，完全沒有政府資助。 Red Velvet的德語課，嘗試德式健康茶， 但因為味道偏苦，Irene和Joy不習慣。 下週預告：製造德式香腸、寶物尋找，德國村野外露營。 |
| 19            | 2018年1月29日 | 尋找寶藏                                                         | 第三週回顧 寶物尋找：在10分鐘內在柏林花園尋找23個紅色圓蛋，每個包含金、銀、銅、白球，以換取晚餐材料經費。半場消息：Irene和Joy幾乎囊括所有圓球。 |
| 20            | 2018年1月30日 | 到處尋找零用錢 手工店買禮物 到市場購物途中 到達市場              | 寶物尋找（團體賽）：在10分鐘內在柏林花園尋找23個紅色圓球，每個包含金、銀、銅、白球，以換取晚餐材料經費。每顆金球10000韓元、銀球5000韓元、銅球1000韓元，白球0元。Wendy只得兩顆球，但都是金球（20000韓元）。瑟琪也只得兩顆球，但都是銅球（2000韓元）。Joy 有6顆球（一銀四銅一白，即9000韓元），Irene是蛋子贏家（一金八銀兩銅一白，即168000韓元），四人總得199000／210000韓元。 遊戲完畢拿下錢後回到手工店買手信，然後到市場買晚餐燒烤食材和Yeri的粥和藥。 總花費：165830韓元，比在泰國的自製午餐還要貴，但沒有破費。 |
| 21            | 2018年1月31日 | BBQ Party                                                        | 回到黃土屋外庭園，更換衣服。Yeri依然沒有痊癒，所以依然在房間休息。 其餘4人分成「主料理部」（Irene、Joy）和「材料準備部」（瑟琪、Wendy）烹調食物。「主料理部」在火候控制遇到阻礙，需要平面攝影師化身BBQ醫師幫助挽救五花肉，「材料準備部」聊關於燒烤的往事。 吃完後作後記。 預告：第一晚最後行程：在黃土屋外花園露營，看星，達成Irene的願望。 |
| 22            | 2018年2月1日  | 寒冷的夜間露營                                                   | Wendy率先到達露營點，喧賓奪主，後被Irene奪回主權。 Joy和瑟琪再發動吃貨本色，瑟琪也開始弄拉麵。 Wendy嘗試手工原豆現磨滴漏式咖啡，但因為過程緩慢，只成功製作四小杯咖啡。 Irene決定在帳篷裡露宿，也發現她們不喜歡嘗試新事物的原因，就是她們只在最後一刻才知道，都不喜歡驚喜。 |
| 23            | 2018年2月2日  | 寒冷的夜間露營 點羊頭遊戲 （上）                                 | Wendy提議玩遊戲，所以製作組開放兩種遊戲，由製作組的忙內Line（年紀最小的幾位成員）不成功地示範「007羊／抓羊」，贏家決定輸家們的床位，其中一／兩位在帳篷睡一晚。 Wendy雖然沒有把握007羊的玩法，但成功連抓瑟琪三次（包括練習賽）。在正式比賽，Joy被淘汰。 在抓羊遊戲，Joy因為把「抓到」和「丟掉」混淆而被淘汰，確認要在帳篷睡一晚，但依然可以出題。 |
| 24            | 2018年2月3日  | 點羊頭遊戲（下） 星星之房 室友揭曉                               | Joy在淘汰後出大數字（10），卻成功逃脫，瑟琪在第三輪被抓。第四輪跟瑟琪合謀出15，Wendy因為記不住而被淘汰，作為贏家的Irene決定自己會在帳篷睡一晚，她最後選擇Wendy為室友。 星星之房：第一天行程評分。Wendy給4顆星，因為行程對她來說不夠緊湊。Joy也給4顆星，因為Yeri依然害怕動物，加上她生病，午餐後缺席所有行程。Irene、Joy給3顆星，也是因為Yeri在午餐後缺席所有行程。 瑟琪、Joy是室友，Yeri因為生病，所以一個人睡，Irene、Wendy在帳篷，就寢。 下週預告：麗水動感之旅、Yeri康復歸團，接受小學生們的歡呼。 |
| 25            | 2018年2月5日  | 麗水動感之旅 移動至麗水 Super Sweet 的小小歡迎團                 | 第四週回顧 Irene、Wendy搜索下一目的地的景點 與黃土屋主人和動物們告別 麗水宿舍劇透時間：水上冰屋狀民宿 評論房晚餐時間 移動至麗水 Red Velvet 到達麗水後，由小學生迎客，Yeri的華麗回歸。 |
| Oksusu 特別篇 | 2018年2月5日  | 500萬瀏覽人次特別吃放 瑟琪生日儀式                               | 在某會議室播放，以南海家常菜為主，因為播放時，團隊剛好到達麗水。Yeri因為傷風，和準備高中畢業禮而缺席。 玩抓綿羊遊戲，預祝瑟琪生日。 |
| 26            | 2018年2月6日  | Zip Line 挑戰                                                    | 第一站：升級版高空滑索 （比芭堤雅版本高而長，雙人交叉，交接接力棒，換取麗水特產（芥菜、泡菜、石苔、銀魚 Set）送給團員的父母。） 第一次試接失敗，因為瑟琪在交棒時被風轉錯方向。 |
| 27            | 2018年2月7日  | Zip Line 挑戰                                                    | 第二回：接棒失敗，Wendy失手。 第三回：Joy代替瑟琪，因為Wendy需回到原點。Joy化身翼龍，但Wendy因為速度過快而再次失手。 第四回：瑟琪代替Wendy：因為瑟琪接不上而丟進海裡。Irene、Yeri決定休戰。 第五回：瑟琪再次搭檔Wendy |
| 28            | 2018年2月8日  | Zip Line 挑戰 （下） 碰碰車體驗                                  | 第五回：瑟琪再次搭檔Wendy,再次因為身高差而失手。 第六回：Joy因為抓不住，Wendy也沒有放手而失敗。挑戰失敗：團員需自費為父母手信。 碰碰車個人對抗賽：在氣墊式碰碰車周圍有5個氣球，目標是把自己的氣球守住，把其他人的打破或離開車上。五顆全破即被淘汰。贏家可為家人獨得芥菜泡菜、石苔、銀魚套裝、醬鮑魚。Joy 因為腿太長，幾乎不能乘坐。 |
| 29            | 2018年2月9日  | 碰碰車體驗                                                       | 開始比賽時，Yeri往後退，反而看到Wendy不戰而敗，先被Irene戳破一個氣球，再被瑟琪和Joy夾攻。Yeri加入圍攻後，Wendy已有2顆氣球被戳破，外加兩顆掉離車上。Yeri也自己把兩顆撞飛。Irene在躲開Yeri時反被瑟琪戳破一個氣球，但在後者逃走時成功反攻一球，但因為被Joy把最後一顆離開車上而被淘汰。Yeri跟著犧牲兩顆氣球，換取把Joy淘汰。 當時分數：Irene （3）－ Wendy （1）－ Yeri （1） Wendy 在攻擊Irene時，守不住最後一顆氣球而被淘汰。 決賽：Irene（3）對 Yeri（1） 。Yeri再以強攻戰術把Irene逼回圓柱而令比數追和 （1－1），但在Irene看著其他淘汰選手恢復行動力時，已被逼到邊緣，Yeri把最後一個球戳破，本來完成逆轉勝，可是：因為Wendy在幫Yeri夾攻時，反而把Yeri的氣球傳給自己，所以Wendy從敗部復活，贏得比賽和獎品。 |
| 30            | 2018年2月10日 | 醬油午餐                                                         | 在午餐嘗試麗水全席（花蟹湯、醬油蟹醬、燉帶魚、醬鮑魚） Wendy想把贏得的獎品攤分，卻被拒。 除了Irene和Joy不喜歡蟹殼飯的味道，其他團員（尤其是Wendy）已迅速成為老饕級食家。 製作組決定為所有團員快遞禮品到她們的老家，送給父母。 下週預告：麗水燈光展、夜間釣魚 |
| 31            | 2018年2月12日 | 輕型飛機場移動 輕型飛機Tour                                      | 第五週回顧 Reaction：Yeri自從第一天午餐飽滯而肚子疼後沒有進食，在第二天恢復胃口。 到麗水輕型飛機場兼飛行學校途中，Joy、瑟琪和Wendy開啟90至千禧年代歌單。 在機場內辦妥出境手續後，由加長轎車送到飛機內，進行30分鐘麗水和附近群島環遊，但半路因為大氣氣壓問題而縮短行程。 Reaction：下機後輪到Irene午餐飽滯而肚子疼，加上暈機而先到陸地宿舍休息。 |
| 32            | 2018年2月13日 | 個人散步時間                                                     | 節目組把Wendy、Joy、瑟琪和Yeri支開，到麗水夜海拍攝，Yeri、Joy、瑟琪、Wendy各自自拍感言。Yeri感嘆終於恢復健康，可以到麗水看夜海。Joy則透露她喜歡動物的理由，和不喜歡的動物（蒼蠅、蚊子）。Wendy依然開競走頻道，找到Joy時，發現瑟琪找不成龜船，反而踩到積水。製作組後來幫（拍攝時, 2017年10月為準）快高中畢業和成年的Yeri拍個人MV。 |
| 33            | 2018年2月14日 | 往住處移動 宿舍公開 床鋪／船，釣魚對決                           | Wendy、Joy、瑟琪和Yeri穿上救生衣，乘坐釣漁船到水上冰屋狀民宿，再次唱《麗水夜海》，但依然記不住歌詞。 Joy問及這次出海跟在芭堤雅的快艇有什麼分別。這次的漁船速度相比下非常慢。 Joy的一句話，開始Yeri的「人肉販賣」情景劇 到達冰屋民宿時，四人到處參觀。 民宿外釣魚課，釣魚遊戲：30分鐘內釣到最多魚，可先選擇在冰屋民宿（兩人）或回到陸地住4星級酒店（其餘兩人，Irene已在那裡休息）。如果數量一樣，以各人最長的魚為準。 比賽一開始，Wendy和Joy即時有魚上鉤，但Wendy最先釣上岸。 |
| 34            | 2018年2月15日 | 就寢位置對決                                                     | Joy的「大魚」只吃了魚餌後，把釣魚線扯斷。而Wendy釣到的是魴魚。雖然其他成員受鼓舞，但魚兒依然不上釣。Wendy正想乘勝追擊時，忘記上魚餌。Yeri換地方時跟魚兒碎唸，但只釣到兩隻蝦子。Wendy其後也只釣到一隻蝦子。接著一邊再次聽《麗水夜海》，一邊繼續等待。瑟琪後來釣上石斑魚，但因為與Yeri的魚線纏住，釣魚老師判定：雖然魚是被瑟琪釣上，但它是吃掉Yeri的魚餌，然後Yeri沒有拉竿，纏上瑟琪的魚線，所以Yeri得分。 Joy也釣到石斑魚，但以長度和重量計，都比Yeri的小很多，因為是青年魚。 倒數10秒，Wendy、Yeri、Joy各得一條魚，但以長度計，Wendy依然領先。瑟琪的魚竿在比賽最後一秒有動靜。 |
| 35            | 2018年2月16日 | 就寢位置對決 就寢位置挑選魅力展示                                | 瑟琪的魚即使把魚線扯斷，所以比賽只有Wendy、Joy和Yeri合資格進入資格賽。 攝影師鑑定：Yeri排第一、Wendy第二、Joy第三。Yeri可以選擇住宿安排。 Wendy和瑟琪想留在冰屋宿舍，然後繼續釣魚。Yeri決定：因為Joy上次沒有當觀眾，Wendy、瑟琪得像第一季的別墅選室友環節，向Yeri撒嬌。 Wendy被Yeri指點以民謠跳舞。瑟琪以詛咒式告白（「Yeri，你想死嗎？我對妳的愛至死不渝」）。 三人玩開了以後，Joy成為忠實觀眾。 Yeri因為Wendy說她會尊重結果，而再次選瑟琪跟她在冰屋宿舍，但因為始終對Wendy歉疚，所以破例以3人制在冰屋宿舍，Joy則會回岸上陪Irene。 |
| 36            | 2018年2月17日 | 攝製組魅力散發                                                   | Wendy後來決定讓製作組開才藝表演。因為他們所有的行李已在陸上酒店，所以Wendy和Yeri串計讓釣魚能力較好的忙內製作組和攝影師。最為擔心的，是體能最差的『巧克力』攝影師（第一季為追趕跑丟大隊的Yeri，也是第二季跟Wendy在南海夜間散步），輸家得住在冰屋宿舍，放棄行李，跟團員當鄰居。 最後結果：『體能F級』攝影師留在冰屋跟團員釣魚。 作家組二姐以模仿BigBang －《Fantastic Baby》舞蹈而可以上岸，大姐也以健康理由而可以上岸。但忙內因為把大毛衣留在酒店而不能取暖，所以Yeri會把毛衣讓給她，但她得留在冰屋。 收音、攝影組也需暫時休息，接受對戰。收音人員也接替攝影工作。因為他們的平均年齡最大，不會跳BTS－《Fire》，但全能攝影師決定模仿BigBang －《Fantastic Baby》（他是該MV 的攝影師），但他的模仿太印象深刻，被留在冰屋。 （比賽後，當時時間只是7時，因為是冬天，在5:30已下山。） 下週預告：所有人到岸上吃晚餐、在市集玩遊戲、購物，被派到冰屋住的工作人員回岸上拿行李，統營華麗旅遊，Irene歸隊情況不詳。 |
| 37            | 2018年2月18日 | 到浪漫大排檔吃晚飯 晚飯菜單挑選                                  | 第六週回顧 Reaction: 參觀麗水夜市是Irene一直想去的地方，但為了不耽誤往後行程，所以決定休息，也沒有為第二天評價。 其餘5人經過浪漫夜市街時被途人發現，到達空位時，製作組讓她們挑戰以五萬韓元買晚餐和其它購物。 Wendy再以年紀分兩組（瑟琪和Wendy，94年組；Joy、Yeri，忙內組）。 Joy為自己買圍巾，但Yeri不讓Joy為她買而逃走。 94組因為兩人都拿不下主意，直到最後一攤的店主向她們販賣銀帶魚。 Yeri逃脫後跟粉絲問好，而被Joy訓話，後來一邊開粉絲見面會，一邊買晚餐，甚至被女店主請吃麵。 94組終於買三合海鮮和海鮮蔥煎餅。 |
| 38            | 2018年2月19日 | 晚飯菜單挑選 記憶中的抽籤 浪漫街邊攤晚飯                         | 94組先回到餐桌，但忙內組用Joy自費的拍劇酬勞玩遊戲。 遊戲：押數字，押中可得以糖漿造成的糖餅模型。Yeri曾經贏過鯉魚大獎而開始預猜數字，但在第一、二個數字，已與大獎無緣 （21、20沒有押11－30兩行），後來中兩個數字（1、9），贏得機器人模型和小型木吉他模型，但吉他其實是Joy的，因為Yeri拿的是6號（沒中）。 忙內組終於帶著豬蹄海螺拌飯、辣炒章魚、短鞘五花肉和鍋麵，Wendy也大開吃戒，Joy反而一直跟攝影機對看。 瑟琪、Yeri覺得情境像在泰國吃什錦海鮮一樣。 |
| 39            | 2018年2月20日 | 星星之房 回到冰屋宿舍 團體試吃時間                               | Wendy打5星，因為她體驗了很多不同活動，做決定時變得更果斷，也嘗試了醬油蟹。 Joy只打3星，雖然有新鮮的體驗，身體也適應旅行的體力消耗，但遠比不過第一天的自然旅遊，加上不大適應與魚互動。 Yeri打4星，情況跟在芭堤雅相像，但Irene接替生病。 瑟琪也打4星，除了Irene生病，釣魚時間過短，沒有機會好好學習。 瑟琪、Yeri、Wendy與製作組回海上冰屋宿舍。 她們釣到的魚，已成為刺身和湯料。 |
| 40            | 2018年2月22日 | 刺身試吃時間 第三天旅行主題：統營豪華遊 到統營去 到達宿舍        | Joy感言：雖然不能回到冰屋釣魚，但可以留在溫暖的陸地酒店，也有它的優點。 因為刮大風，冰屋宿舍組不能繼續釣魚，但她們決定開「Level Up 小餐廳」，慰勞製作組。 打烊後，三人在客廳打地鋪就寢。 第三天，移動至韓國的那不勒斯－統營，Irene依然沒有痊癒，所以留在麗水，繼續休養。 其餘團員也在途中休息。 直達豪華山腰宿舍，有兩個雙人房，大型客廳，私人汗蒸房，連大型室外游泳池，比芭堤雅的游泳池更大。 房間分配：在有大電視和大床的小型雙人房 vs. 兩張分割床，連大浴室和汗蒸房。 |
| 41            | 2018年2月23日 | 房間分配遊戲                                                     | 房間分配遊戲：守護炅（企鵝站在遊戲板中間，鑿破所有冰塊後，讓企鵝站的那塊冰依然讓牠屹立不倒。） 第1局次序：瑟琪、Wendy、Joy、Yeri。 Yeri以木魚小鑿法逃過2輪，但在第3輪全倒而被淘汰。 第2局次序：Joy、瑟琪、Wendy。 Wendy的信心大增，可以準確地一下子鑿冰塊，甚至安全造成連打，拖累瑟琪淘汰。 |
| 42            | 2018年2月24日 | 房間分配遊戲                                                     | 決賽順序：Joy、Wendy Wendy和Joy開始連打模式，在第6輪讓Joy中計。Wendy贏下比賽。 Reaction：Irene加入比賽對戰Yeri，Yeri先攻。Irene跟Wendy一樣的模式。Yeri把企鵝撞歪，但沒有掉下而繼續比賽。Irene也攻下一顆。Yeri再攻下角落而存活後，也擊敗Irene，因為她把企鵝掉進海裡。 Wendy勝出後，讓瑟琪和Joy到連大浴室和汗蒸房的大房間，Wendy要求Yeri以不撒嬌方式模仿企鵝。 因為Yeri失敗，Wendy和Joy在大房間，瑟琪和Yeri在小型雙人房，繼第一季芭堤雅站再次當室友。 下週預告：貴婦午餐、貴族服裝晚餐，遊艇卡拉OK房。 |
| 43            | 2018年2月26日 | 午飯時間                                                         | 第七週回顧 成員換上貴氣服裝，到餐廳吃意大利餐。 Yeri以深棕色 瑟琪親切的金子小姐（全紅色西裝） Joy是高傲的凍齡夫人（全黑色連身裙） Wendy是早早成名的青年童星 瑟琪順從西餐傳統，先吃餐前麵包，再吃牛排。 Joy反而開動自助餐模式，吃完一人份的牛排，和幾乎把意粉全吃掉，吃貨模式打回原形。 Yeri因為跟瑟琪和Joy比起來更顯食量不足，所以開始情景劇，模擬自己是接待朋友的屋主。 瑟琪後來請教Wendy，深造西餐禮儀。Wendy和瑟琪抓到Joy和Yeri的手肘在桌上 禮儀的第二點：刀子切食物時，不能刮到碟子而發出聲音，這已是英美都一樣的西餐禮儀，而Joy故意做錯誤示範。 |
| 44            | 2018年2月27日 | 自由時間                                                         | 在進入西餐廳時，每人獲得10億RV幣（虛擬貨幣），但也因通貨膨脹，即使去租自行車也需花費3億，而製作組只負責住宿費用，所以午餐也需要付2億（每人5千萬RV幣），但附送免費照片時間。 Joy在個人照相時間找到《龜船》一書，因為封面襯托她的裝扮，她變成該書的作家。 離開餐館後，瑟琪再次變裝，從第一天的麵包造型、第二天上午，在麗水的走牛仔裝風、剛剛的紅色泡菜風，到午餐後的跆拳道選手的運動服。 可是，因為Irene不在（回想第1季，Irene基本上在芭堤雅剋制「拉麵PD」，後續調查發現：製作組在泰國的定價，是原來物價的7倍，造成自製惡性通脹，本是嚴重罪行），加上價格單不能討價還價， Wendy、Yeri決定直接放棄小吃，買下遊艇卡拉OK房（90分鐘10億）; Joy、瑟琪租下電動滑板車（每人5億） |
| 45            | 2018年2月28日 | Wendy和Yeri的船上練歌房 瑟琪、Joy的... 散步時間？ 著火的練歌房？ | Wendy、Yeri先出發到遊艇， 練歌房是連衛生間和廚房。因為價目表沒有標明飲料價格，Wendy自費5百萬RV幣，幫製作組沖咖啡。 Wendy先唱變調版金範洙－《最後的愛情》，還邊沖咖啡邊唱。 反觀Joy、瑟琪，因為Red Velvet裡沒有人有韓國駕照（Wendy有美、加駕照），所以根據韓國法律，不能駕駛，所以兩人的10億租金，加上向有關單位的對應現金，得全數歸還，只能在海濱拍照，之後與Wendy、Joy 會合。 歌單：BIGBANG －《Bang Bang Bang》、Tashannie － 《Warning》（Wendy變成英語饒舌擔當，瑟琪成為第二主唱兼和聲）、 紫雨林 － 《Magic Carpet Ride》（Joy是主唱，Wendy休息，瑟琪是第二主唱兼和聲）、嚴正化 － 《D.I.S.C.O.》（Yeri是主唱）、 李孝利 & Nasseun - 《U－Go－Girl》（瑟琪是主唱和領舞、Wendy是英語饒舌擔當、Yeri是伴舞，也是副饒舌擔當）。 本來應該完結，但進入最後個人加場賽。 |
| 46            | 2018年3月1日  | 船上練歌房對決 獎品公佈                                          | 每人獨唱一首歌，機器的評分最高者獲勝，每人各有1－4等獎品。幾乎全部人覺得抒情歌的分數比較低，所以Joy開始以快歌開戰 （BoA － Girls On Top），以90分先發制人。 瑟琪以Cherry Filter － 《鴨子飛》，Yeri想以伴唱和搶麥干擾，但戰術失敗，瑟琪拿下96分。 Yeri的參賽曲是Miss A － 《Good Bye Baby》，雖然有非常長的饒舌部分，令她的分數下降，但依然拿下91分。 習慣唱抒情歌的Wendy因為對快歌沒有把握，乾脆以Jessi J －《Casualty of Love》拿下94分，奪得第2名。 回到宿舍後，拿到獎品：遊艇晚餐派對的服裝。 |
| 47            | 2018年3月2日  | 船上練歌房對決 獎品公佈 船上晚餐派對                             | 瑟琪被騙，她的服裝是《魔雪奇緣》艾莎公主裝扮。 Wendy的的服裝是《白雪公主》裝扮，Joy想穿的服裝被奪去。 Yeri拿到王子服裝，而Joy 拿到18世紀管家服裝。 Joy的1億RV幣入場費，以為其她3人當侍應服務而抵銷。 |
| 48            | 2018年3月3日  | 船上晚餐時間                                                     | Joy為團員上菜。菜色：龍蝦、水煮霸王蟹蓋拌飯連鉗、燒烤海鮮連雞肉串燒拼盤。 買下可樂後，Yeri直攻蟹鉗肉，瑟琪專吃菜包肉，Joy再次對上攝影機，後來，Wendy決定餵飼製作組。 第二回合，製作組親自抓回來泡制的烤青花魚連檸檬。 Yeri的爸爸電話問候時間，原來是因為他下班應酬後等代理司機。 本來Irene的位置也是王子，因為管家本來不准跟王子公主們同桌進食。 下週預告：芭堤雅的不露牙齒遊戲回歸、四人四色的夜間活動、瑟琪終於釣魚成功嗎、Irene第四天回歸。 |
| 49            | 2018年3月5日  | 回歸的咿呀語遊戲                                                 | 不露牙齒遊戲回歸。第一季，Wendy在播出後被出賣，猙獰醜態原形暴露，第二季回歸，題目類別：國家。 瑟琪變成最不會玩的玩家，笑著哭的樣子回歸而自我淘汰。 Yeri因為重覆「韓國」而被淘汰（Wendy講了「大韓民國」，同一個國家，下家講「南韓」也會被淘汰。） Wendy、Joy進入決賽。 |
| 50            | 2018年3月6日  | 回歸的咿呀語遊戲 溝通王 Yeri                                     | Joy透露：這個版本，跟她們當練習生玩的版本不一樣，想呈現原版：題目一樣：奧地利 （Austria），所有人同時不露牙齒地讀出字來。 Wendy獲勝，但拉攏瑟琪唱Red Flavor，失敗。 Wendy因為已奪去Joy的王位，開始以團體名稱教授攻略，然後以韓劇作驗收。 回宿舍後，Yeri 在IG回答粉絲問題，開躺放（躺著床上開現場播放），也一邊開秀，一邊入睡。 Joy 突擊Yeri、瑟琪的房間，發現她們房間比較好，但又回去泡澡。 |
| 51            | 2018年3月7日  | Joy的治癒桑拿 Wendy和瑟琪的釣魚頻道                              | Joy回到芬蘭桑拿室後開始個人直播，因為不適應溫度，而在網上搜索它的歷史和功效，再入室3分鐘後離開。 瑟琪、Wendy到宿舍外夜釣，但沒有收穫。 改變場地後，Wendy的魚竿有動靜。 |
| 52            | 2018年3月8日  | Wendy和瑟琪的釣魚頻道 Joy的治癒桑拿                              | 魚兒雖然大，但把Wendy的魚線扯斷。 經紀人釣到幼年黑鱸，瑟琪拍照後將其放生，放送宣告失敗。 Joy在按摩浴缸繼續放送，但因為是個人秀，開始亂說模式。 Reaction: Wendy 在釣魚後一直旁聽。 Joy在睡房說感言。 天亮，最後一天。 |
| 53            | 2018年3月9日  | 豪華早餐時間                                                     | 高品格歐式早餐，在南海出現的三輪車和長棍麵包道具回歸。 拍攝當天（2017年10月18日），泰民在16日以《Move》回歸，Yeri自製編舞，因為還沒有看到正式編舞。 Joy到場時，錯過Yeri的舞蹈，也完成「統營夫人三部曲」造型。 經過兩天休息，Irene回歸，因為怕再次水土不服，她有特製韓式早餐，但已經沒有時間概念，更對第一季玩過的遊戲印象模糊。 第四天行程：遊艇 Tour（因為昨天天氣問題而取消。） |
| 54            | 2018年3月10日 | 豪華遊艇Tour                                                     | 因為Irene擁有10億RV幣，加上容易暈船，所以留在陸地遊玩。最後選擇釣魚。 Wendy、瑟琪等Yeri清理早餐才一起乘船。 Yeri自拍時，製作組發現俄羅斯首富的遊艇，但她們乘坐的遊艇，正是昨天的KTV遊艇。 最終週預告：好勝Irene回歸、海濱自拍、隱藏篇公開。 |
| 55            | 2018年3月12日 | 豪華遊艇Tour 海鷗中的Superstar登場？                             | 第二季回顧 在遊艇裡唱歌（善美 － 《Gashina》）、以蝦條餵海鷗，Joy反而非常害怕，而害怕動物的Yeri卻得心應手。 目的地：閑山島，進行歷史修學旅行。 |
| 56            | 2018年3月13日 | 標楷體的誕生地？                                                 | Irene的個人旅行清單：海濱散步、釣魚、學習「標楷體」（南海夫婦在字條上寫下的字體。），雖然製作組遇上議價老手，但Irene以3億5千萬RV幣買下套餐（散步本來免費）。老師是忙內組製作團其中一人。 學習「標楷體」時，因為老師不會英語，Irene想她退還5千萬RV幣，但也乖乖練字。 Reaction：其他四人的目的地轉換，因為小學生們都在閑山島修學旅行，後來轉到鵝卵石海水浴場。 |
| 57            | 2018年3月14日 | Irene 的獨自散步 Yeri的感性散步 最後的船上練歌房 吃瑟琪回歸      | Irene散步，因逆光而倒退走，要求攝影導演把其腿拍長一點。海邊寫先前練習的POP美工字體。 Yeri到了鵝卵石海水浴場也進行散步，之後變成發呆時間，在船上午睡。結束旅行於船上唱KTV，製作組成為安可團並放開韁繩一起興奮。瑟琪吃Wendy幫忙買的泡麵，因泡麵湯太燙而做出Wave動作。 |
| 58            | 2018年3月15日 | Irene的碼頭釣魚 星星之房                                         | Irene在碼頭釣魚，但過了20分鐘後待不住而小睡。 回顧第三站，星星之房 Joy給5顆星，Wendy給4.5顆星，因為Irene第三天缺席。Yeri給5顆星，因為終於可以彌補自己因為對其他動物而不能遊玩。瑟琪給5顆星，起碼五人可以一起結束旅行。Irene給4顆星，因為即使在最後一天，都不能跟團員們一起在遊艇度過，但依然喜歡一個人散步的時間。 快速回顧第二季，成員給予第三天評星，並個人說了感言（Seulgi：南海牧場的羊和釣魚；Wendy：羊、手沖咖啡、帳篷住宿、遊艇上用餐；Joy：南海民宿家小狗小昌、小松；Irene：露營、自身健康；Yeri：飯要慢慢吃） Irene賣手寫藝術字（定價：3億5千萬RV幣賣給監製），最後外加：拍攝結束之後，Red Velvet全員與PD和工作人員一起聚餐。 |
| 59            | 2018年3月16日 | 隱藏篇1                                                          | 幕後未公開影片。 Wendy、Irene的南海「捅海盜」遊戲，Wendy連輸兩次的懲罰（Yeri缺席）。 在德國村製作香腸（Yeri缺席） |
| 60            | 2018年3月17日 | 隱藏篇2                                                          | 南海野外露營故事，在帳篷裡開躺放，Wendy的Reveluv教室（Yeri缺席） Reaction：收官感言，會再拍第三季。 與製作組在麗水的對話。 |
| 61            | 2018年3月17日 | 1千萬播放粉絲見面會 （90分鐘）                                   | 表演《Red Flavor》 回顧第二季 Level Up Quiz （向現場粉絲提問關於第二季細節） 題目：1. 瑟琪在第二季沒有搭配過的衣服顏色是... 黃色 （禮物：親筆簽名羊套毛巾） 2. Joy和Yeri在夜市抽獎時，Joy抽到的糖餅是什麼樣子？木吉他 （禮物：親筆簽名樹葉扇子兩片） 3. Yeri剪切醬蟹的方法是跟誰學的？ 她的姨夫 （禮物：親筆簽名法式長棍麵包道具） 4. 在南海住處吃飯時，對吃著撒滿芝麻的肉串的瑟琪說了一句什麼？ 【淡定地】把這些全吃了吧。（禮物：守護企鵝遊戲） 5. Irene在最後一天做過什麼？釣魚、散步、寫藝術字。（禮物：藝術字卡片連親筆簽名） 答問大會 1. 在Yeri的作詞裡，自己最喜歡的歌詞？為什麼（痘痘）每天和我黏在一起？ 2. 很快就是柱現（Irene）的生日，她想要收到其他團員的什麼禮物？當下沒想到，到了生日當天才透露吧。 3.春天來了，你們一定想要做的事是什麼？去慶州賞櫻花、到濟州島、三清洞 4.Yeri成人後有獨立房間嗎? 沒有，但當Joy在外拍戲時，把東西合併，當作自己的房間用了。瑟琪因為當時拍攝《叢林的法則》而全不知情。 5. Joy 在拍戲時，最累的地方是什麼？因為她是趁拍戲空檔參加見面會，跟著又要回去拍攝，除了舟車勞頓，沒什麼。 6. Wendy在Joy拍攝的上一部電視劇，有幫忙對台詞。這次有嗎？這次比較多對Wendy談天、做檢討之類。 7. Joy 想嘗試的髮型？ 先把頭髮留長，然後嘗試華麗公主髮型，因為在《偉大的誘惑者》造型很單純，《Bad Boy》拍攝MV時，頭髮還不夠長。 8. 究竟Joy在該劇，有沒有自己寫德語？當然，真的有跟老師學習德語。 9. 正式休假時怎樣度過？瑟琪考到練習駕照。 10. Yeri 在巴里島時，什麼最有趣？常常被計程車司機騙錢。 11. 很快就是柱現（Irene）的生日，她想做什麼？當天會在日本，所以想再次五人聚餐。 12. NCT Dream 的舞台看了嗎？看了。 13. Irene最近看過的書是什麼？《1982年生金智英》 14. Level Up Season 3 想做的Concept?5人5色，歐洲版《我獨自旅行》。 15. 80歲大壽，想聽到人們說什麼話？依然好美。 16. KTV喜歡唱的歌曲？《Bang Bang Bang》、Twice歌單、《Gashina》（Yeri）、《Thunder》（Joy） Fan Art五甲宣佈。每位各得FanBook。 表演《Bad Boy》 |

### 影像來源
1. ↑  YouTube上的LEVEL UP PROJECT SEASON 2! Promotion Clip
2. ↑  YouTube上的LEVEL UP PROJECT SEASON 2! Image Teaser

## 外部連結
- 官方网站 （英文）（中文）（日語）
- Red Velvet的Facebook專頁 （英文）
- YouTube上的Red Velvet頻道
- Red Velvet的Instagram帳戶
- Red Velvet的X（前Twitter）
- Red Velvet的新浪微博 （中文）
- Red Velvet的V Live頻道 （页面存档备份，存于）